# Telesfor
Telesfor (en llatí Telesphorus, en grec antic Τελεσφόρος) fou un general grec al servei d'Antígon el Borni, rei d'Àsia, que el va enviar l'any 313 aC amb una flota de 50 vaixells i un considerable exèrcit al Peloponès, per oposar-se a les forces de Polispercó i Cassandre de Macedònia.
Inicialment va tenir èxit i va expulsar a les guarnicions macedònies de totes les ciutats de la península excepte de Sició i Corint, que eren controlades pel mateix Polispercó; però després es va reunir amb l'almirall Medi i van intentar fer aixecar el setge al que Cassandre sotmetia a Oreos, i allí van ser derrotats i van perdre uns quants vaixells, segons diu Diodor de Sicília.
A l'estiu següent (312 aC) Antígon va donar la direcció de la guerra al Peloponès al seu nebot Ptolemeu. Telesfor es va indignar tant que va trencar el seu jurament de fidelitat i va induir a alguns soltats a seguir-lo, dominant l'Èlida i establint-se a Elis, des d'on va saquejar els tresors sagrats d'Olímpia. Però al cap de poc temps va ser sotmès per Ptolemeu i desapareix de la història.